# Reinado Nacional del Café 2006
El Reinado Nacional del Café realizó su 24.a edición el 3 de julio de 2006 en Calarcá, Quindío. En la velada de elección y coronación, la Reina Nacional del Café 2005, María Leonor Duque Trujillo, entregó la corona a su sucesora, la Señorita Tolima, Diana Carolina Orjuela Castaño.
Carolina representó a Colombia en el Reinado Internacional del Café 2007, realizado en Manizales, Caldas, clasificando como Tercera Princesa.

## Resultados
| Título                          | Candidata                                        |
| ------------------------------- | ------------------------------------------------ |
| Reina Nacional del Café 2006    | - Diana Carolina Orjuela Castaño Señorita Tolima |
| Virreina Nacional del Café 2006 | - Vanessa Velásquez Londoño Señorita Caldas      |
| Primera Princesa                | - Angélica Herrera Riveros Señorita Quindío      |
| Segunda Princesa                | - Ana Ángel Fragozo Brito Señorita Guajira       |
| Tercera Princesa                | - Leidy Yurena Gómez Cortés Señorita Huila       |

## Candidatas
13 candidatas participaron en la versión 2006 del Reinado Nacional del Café.
| Candidata                   | Nombre                           |
| --------------------------- | -------------------------------- |
| Señorita Antioquia          | Yuny Alexandra Piedrahíta Guiral |
| Señorita Atlántico          | Pamela Cadavid Diago             |
| Señorita Barranquilla D.P.  | Jorley Dayannes Molinares Gil    |
| Señorita Bogotá D. C.       | Diana Carolina Corredor Amud     |
| Señorita Caldas             | Vanessa Velásquez Londoño        |
| Señorita Córdoba            | Yuri Lina Vargas Angulo          |
| Señorita Cundinamarca       | Maria Aurora Carrillo Taylor     |
| Señorita Guajira            | Ana Ángel Fragozo Brito          |
| Señorita Huila              | Leidy Yurena Gómez Cortés        |
| Señorita Norte de Santander | Diana Lorena Lázaro Restrepo     |
| Señorita Quindío            | Angélica Herrera Riveros         |
| Señorita Tolima             | Diana Carolina Orjuela Castaño   |
| Señorita Valle              | Luz Viviana Gómez Serna          |